# パーク・ザ・バス
パーク・ザ・バス（英: Park the Bus）とは、サッカーの堅守速攻（カテナチオ）戦術の1つである。

## 概要
パーク・ザ・バスとは自陣ゴール前に多くの選手を配置することで失点を抑え、手堅く勝利することや引き分けるための戦術であり、堅守を徹底する戦術である。ゴール前に頑丈なバスを置く事に類似していることが名前の由来。サッカー有識者からは批判されることがあるが、パーク・ザ・バスは非常に勝率が良く、効率的な戦術である。
ジョゼ・モウリーニョが2004年から2007年までの間にチェルシーを指揮していた時に使用していた戦術であり、その時期にパーク・ザ・バスと呼ばれるようになった。
ディエゴ・シメオネはアトレティコ・マドリード指揮時に2022年4月6日のマンチェスター・シティ戦にて5-5-0フォーメーションのパーク・ザ・バスを使用し、賛否両論の声が挙がった。
2024年9月22日にミケル・アルテタ指揮するアーセナルも同じくマンチェスター・シティ戦で、リードしていた前半アディショナルタイムに退場者が出たため後半の45分間を6-3-0で守り切る選択をし、試合終了後にはシティの選手であるベルナルド・シウバやジョン・ストーンズからも苦言を呈された。
ユルゲン・クロップもリヴァプール指揮時にパーク・ザ・バスを使用していた。